# Cristina Ilie (timonel)
No debe confundirse con Cristina Ilie, otra remera rumana que compitió en la década de 2010.
Cristina Ilie es una deportista rumana que compitió en remo como timonel. Ganó tres medallas en el Campeonato Mundial de Remo entre los años 1993 y 1995.

## Palmarés internacional
| Campeonato Mundial | Campeonato Mundial            | Campeonato Mundial | Campeonato Mundial |
| Año                | Lugar                         | Medalla            | Prueba             |
| ------------------ | ----------------------------- | ------------------ | ------------------ |
| 1993               | Račice (República Checa)      | Medalla de oro     | Ocho con timonel   |
| 1994               | Indianápolis (Estados Unidos) | Medalla de bronce  | Ocho con timonel   |
| 1995               | Tampere (Finlandia)           | Medalla de plata   | Ocho con timonel   |